# 오타키촌 (홋카이도)
오타키촌(일본어: 大滝村)은 일본 홋카이도의 서남부에 위치했던 촌이다  현재는 다테시가 되었다. 마을 이름은 마을의 명소인 미카타키 폭포에서 유래했다. 다테시와 합병협의를 진행한 결과 합의에 이르렀고, 양 지자체는 2005년 3월 24일 합병 신청서를 제출하여 2006년 3월 1일 다테시에 편입되었다. 소베쓰정을 사이에 두고 있어 월경지가 되어, 오타키촌 지역은 다테시의 지역 자치구 '오타키구'가 되었다. 

## 역사
- 1915년 4월 - 소베쓰촌에서 분촌해, 도쿠신베쓰촌이 되었다.
- 1950년 9월 - 촌명을 오타키촌으로 개칭되었다.
- 2006년 3월 1일 - 다테시에 편입되었다.

## 교통

### 철도
- 홋카이도 여객철도
  - 무로란 본선

### 도로
- 국도 276호선
- 국도 453호선